# Lübeln
Lübeln (slawisch ljub = lieb) ist ein Ortsteil der Gemeinde Küsten in der Samtgemeinde Lüchow (Wendland) im niedersächsischen Landkreis Lüchow-Dannenberg. Lübeln ist ein ungewöhnlich großer und gut erhaltener Rundling, dessen Dorfplatz einen Durchmesser von rund 100 m hat. Die Mühle wird heute ausschließlich bewohnt.

## Lage
Der Ort liegt 4 km westlich von Lüchow am Übergang vom Niederen Drawehn zur Jeetzelniederung. Lübeln ist ein sehr gut erhaltener Großrundling mit zwölf Höfen. Die traditionellen Hallenhäuser stammen aus dem 17. bis 19. Jahrhundert, darunter ist ein Dreiständerhaus von 1733. Außerhalb des Rundlings liegt die Lübelner Mühle, die nicht mehr im Betrieb ist. Nördlich des Rundlings hat die Gemeinde Küsten ein Neubaugebiet erschlossen. Im Rundling darf nicht geparkt werden, am Ortseingang befindet sich ein kostenfreier Parkplatz.

## Geschichte
1323 wurde Lübeln als Lubelen erstmals schriftlich erwähnt. Im Rahmen der Gemeindegebietsreform, die am 1. Juli 1972 in Kraft trat, wurde die bis dahin selbstständige Gemeinde Lübeln zu einem Ortsteil von Küsten.

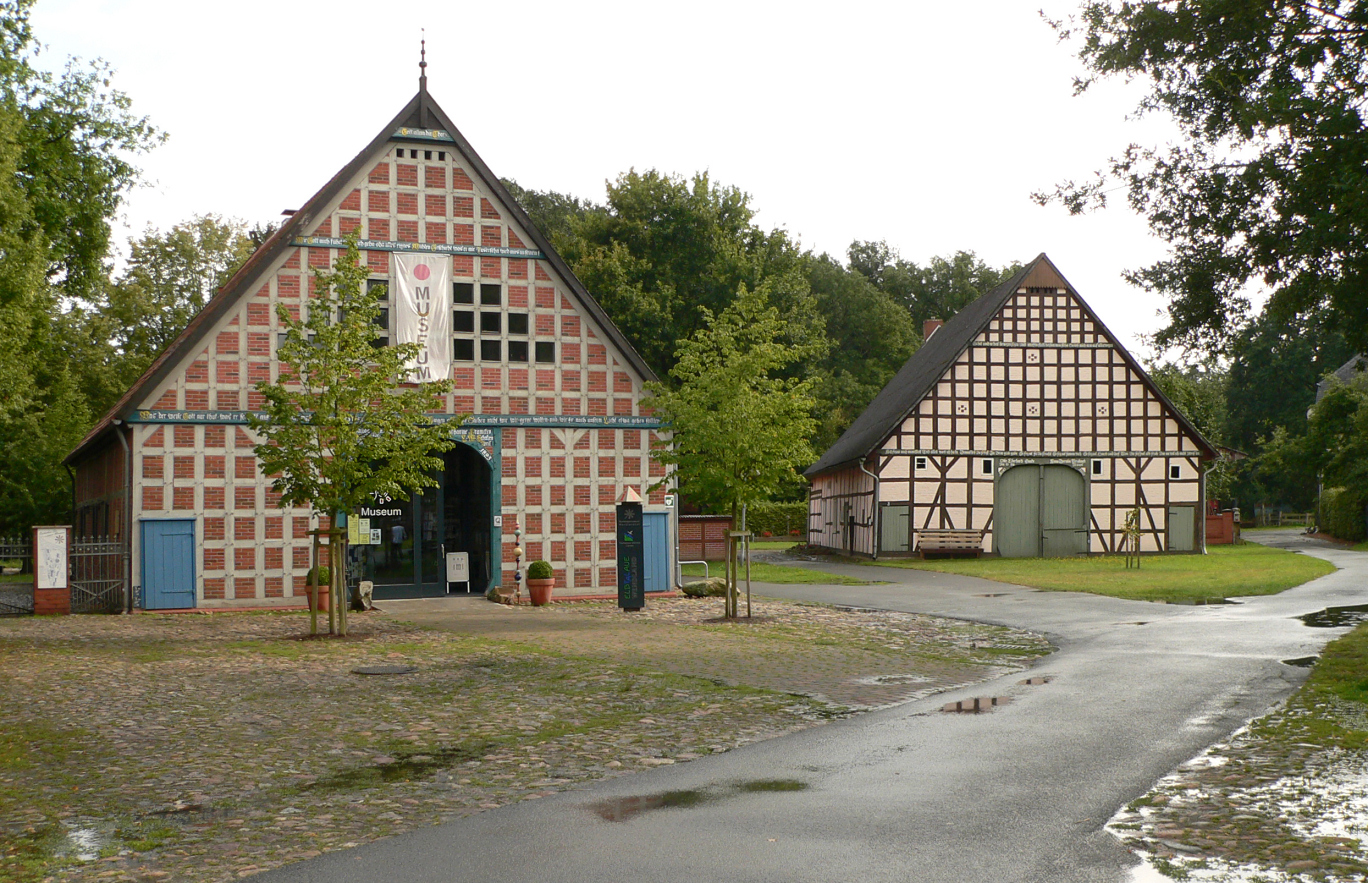
Rundlingsmuseum Wendlandhof Lübeln

## Museum
Das Rundlingsmuseum (auch: Rundlingsmuseum Wendlandhof – Name bis 1999: Wendlandhof Lübeln) ist ein Freilichtmuseum. Das Museum veranschaulicht das ländliche Leben in den wendländischen Rundlingsdörfern der letzten Jahrhunderte. In dem Museum sind ein Zwei-, ein Drei- und ein Vierständerhaus aus dem Wendland wieder aufgebaut worden. Daneben gibt es im Museum eine  Schmiede, eine Stellmacherei und ein Backhaus, die alle noch betrieben werden.

## Kapelle

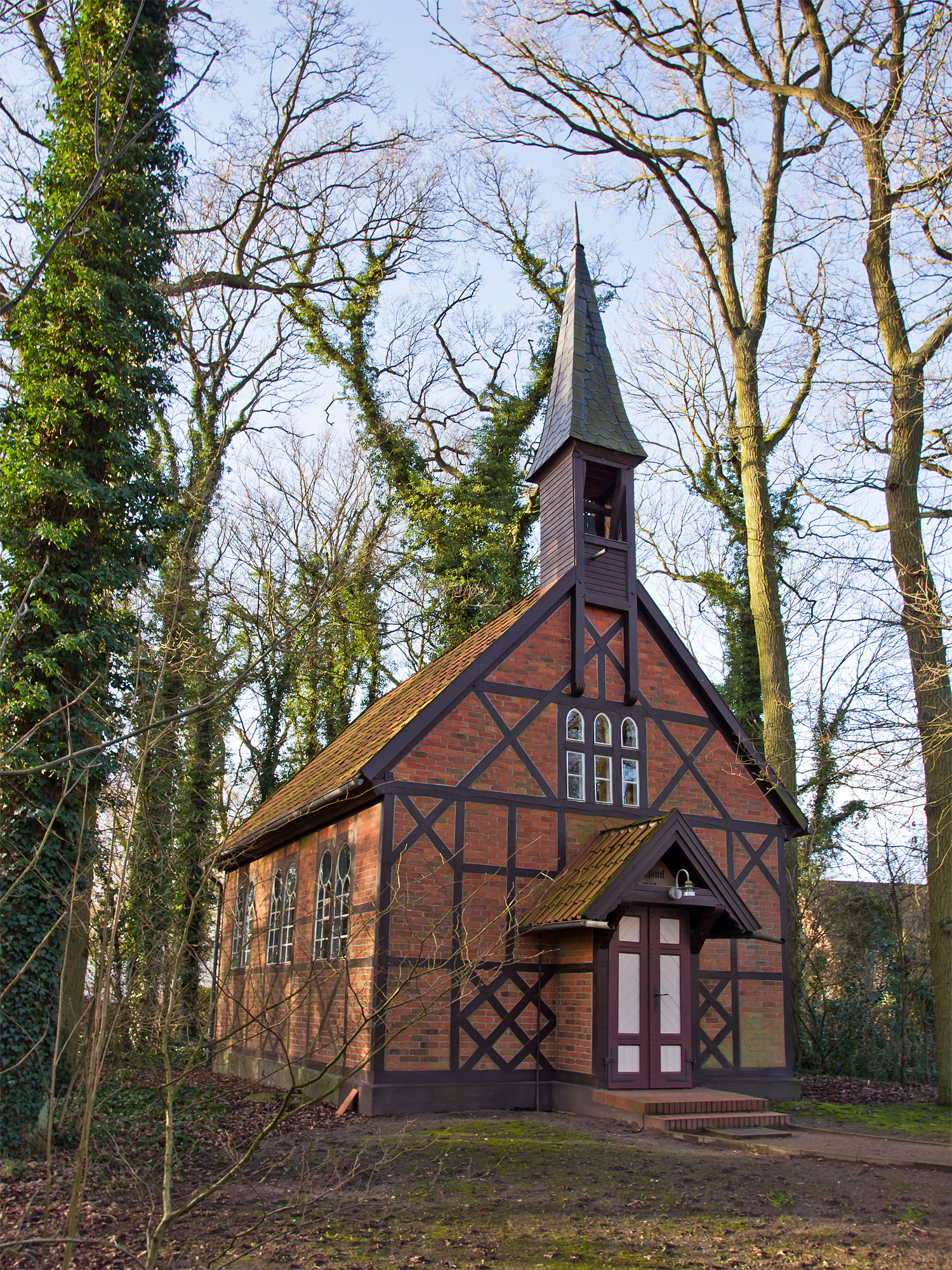
Marienkapelle Lübeln

Die Marienkapelle wurde 1909 als Fachwerkhaus mit einem Dachreiter gebaut. Heute steht sie unter großen alten Eichen direkt neben dem Rundlingsmuseum. Die Glocke ist aus dem 14. Jahrhundert. Zu den Gottesdiensten sind in der Kapelle fünf Holzskulpturen aus dem 15. Jahrhundert ausgestellt. 1677 wurde erstmals eine Kapelle in Lübeln erwähnt. Die Kapelle gehört zur Kirchengemeinde Plate im Kirchenkreis Lüchow-Dannenberg.

## Mühlen
Die Wassermühle von Lübeln wurde 1450 im Lüneburger Schatzregister erstmals erwähnt. Die Mühle gehörte der Familie von Plato und stand in ihrem Lehensrecht. 1906 war der letzte Müller in Dienst. Die Mühle wird heute ausschließlich bewohnt.
1874 errichtete der Müller eine Holländerwindmühle. Ein Sturm beschädigte nach dem Ersten Weltkrieg die Mühle, die dann 1922 abgebrochen wurde.

## Nachweise
1. ↑  Wolfgang Jürries: Wendland-Lexikon, Band 2 L–Z, Köhring Verlag, Lüchow 2008, S. 69 f.
2. ↑  Statistisches Bundesamt (Hrsg.): Historisches Gemeindeverzeichnis für die Bundesrepublik Deutschland. Namens-, Grenz- und Schlüsselnummernänderungen bei Gemeinden, Kreisen und Regierungsbezirken vom 27. 5. 1970 bis 31. 12. 1982. W. Kohlhammer GmbH, Stuttgart/Mainz 1983, ISBN 3-17-003263-1, S. 232.
3. ↑  Ernst-Günther Behn: Das Hannoversche Wendland - Kirchen und Kapellen, Seite 100 f.
4. ↑  Kirchengemeinde Plate auf der Homepage des Kirchenkreises Lüchow-Dannenberg, abgerufen am 15. November 2012.
5. ↑  Fridrich Lange: Aus der Geschichte der Mühlen im Hannoverschen Wendland, Köhring Verlag, Lüchow 1989, S. 161 f.
6. ↑  Wolfgang Jürries: Wendland-Lexikon, Band 2 L–Z, Köhring Verlag, Lüchow 2008, S. 71.
7. ↑  Fridrich Lange: Aus der Geschichte der Mühlen im Hannoverschen Wendland, Köhring Verlag, Lüchow 1989, S. 162.